# Lijst van personages uit Yoko Tsuno
Hieronder volgt een lijst van personages die voorkomen in de stripserie Yoko Tsuno.

## Yoko Tsuno
Yoko Tsuno is het Japanse hoofdpersonage. Haar meeste avonturen beleeft ze echter in Europa. Haar grootmoeder was echter een Chinese waardoor ze ook van Chinese afkomst is. Ze is een elektrotechnisch ingenieur die naar Europa is gegaan om op onderzoek te gaan. Hier wordt ze in dienst genomen door Ben en Paul waar ze al gauw mee bevriend wordt.

## Ben Beeld en Paul Pola
Ben en Paul zijn televisiemedewerkers die Yoko in dienst nemen voor een uitzending. In de latere albums komt hun beroep niet meer in beeld en fungeren ze als Yoko's metgezellen, waarvan Ben het meer serieuze type is en Paul vaak de grapjas uithangt.

## Monya
Monya komt uit de 39e eeuw. Ze verschijnt in het album De tijdspiraal. Uiteindelijk wordt ze geadopteerd door Yoko's neef in Indonesië. Haar erfenis is een tijdreis machine, die Yoko regelmatig gebruikt. Zie de albums De danseres van Bali, De astroloog van Brugge, De hemelse jonk en De pagode der nevelen.

## Mieke
Mieke is een 16e-eeuwse Brugse schone die haar première beleeft in het album De astroloog van Brugge. Ze is bloemenverkoopster en hoopt geschilderd te worden door Van Laet om zo de armoede te kunnen ontvluchten. Paul valt uiteindelijk als een blok voor Mieke en omdat ze verder geen familie meer heeft in het 16e-eeuwse Brugge nemen ze haar mee naar de moderne tijd. Mieke is een echte keukenprinses en zal vanaf nu figureren aan de zijde van Paul in de albums, meestal in de keuken. Zo maakt ze eveneens de reis naar Vinea in het album De poort van de zielen. Roger Leloup zinspeelt op een huwelijk tussen beide geliefden aan het eind van De astroloog van Brugge. Ook in De hemelse jonk kookt Mieke waterzooi, nu voor de oude Chinezen.

## Myna
Myna verschijnt in het album De bannelingen van Kifa als bewoonster van de ruimtestad Kifa. Myna is een robot en bedoeld om de kinderen van Vinea op te voeden. Ze wordt een ruimtepiloot voor het commandoschip dat Yoko erft van Hegora, de oude koningin van de onderwaterstad (zie De aartsengelen van Vinea). De Vineanen willen de stad vernietigen omdat deze een bedreiging vormt voor Vinea. Kifa gaat uiteindelijk aan iets anders ten onder, maar de soortgenoten van Myna kunnen worden gered. Myna speelt ook een rol in het album de poort van de zielen.

## Khany
Khany is een Vineaanse.

## Poky
Poky is het zusje van Khany. Omdat zij niet werd gewekt en Khany wel zijn ze niet langer tweelingen. Zij en Roosje zijn ongeveer even oud. Poky figureert al in het eerste album Trio in het onbekende en zal in elk album op Vinea voorkomen.

## Seiki Tsuno
Seiki Tsuno is de vader van Yoko. Zijn eerste optreden is in De dochter van de wind, waarin Yoko terugkeert naar haar ouderlijk huis. Hier wordt zij herenigd met Aoki, de Boeddhistische monnik die haar opvoedde omdat Yoko's ouders weinig tijd voor haar hadden. Aoki was kamikazepiloot, maar zijn missie mislukte en de opa van Yoko, een visserman, wist hem te redden. Seiki Tsuno is wetenschapper en houdt zich vooral met wervelwinden bezig. In zijn laboratorium staat een windmachine, waarmee hij een tyfoon kan nabootsen op kleine schaal. Yoko gebruikt het om te ontkomen aan de mannen van Kazuky, die met de eerbiedwaardige Seiki verwikkeld is in een vuil spelletje. Kazuky heeft z'n basis gebouwd op de resten van een Japans slagschip, de Yamato, dat met man en muis is vergaan in een geallieerde aanval. Yoko weet Kazuky's wapens, een bom om tyfonen te maken, uit te schakelen en met hulp van Aoki kan ze het werk van haar vader voltooien. Aoki sterft als kamikaze voor Japan. Ook Yoko's moeder verschijnt ten tonele op de laatste pagina van dit album.

## Emilia Mac Kinley
Emilia is begenadigde pilote van 14 jaar. Ze is van Schots-Russische afkomst; haar moeder was violiste. In 2005 verscheen ze voor het eerst in het verhaal De zevende code. Ze is rad van tong en een goede vriendin van Yoko Tsuno. Door haar impulsief karakter vormt ze een tegengewicht voor de brave en verstandige Yoko.